# Chiesa di San Leonardo (Borgoricco)
La chiesa di San Leonardo è la parrocchiale di Borgoricco, in provincia e diocesi di Padova; fa parte del vicariato del Graticolato.

## Storia
La prima citazione di una chiesa dedicata a san Leonardo a Borgoricco, che era originariamente filiale della pieve di Sant'Eufemia, risale al 1085. Questo edificio, che era annesso al locale castello, è definito parrocchiale nella decima del 1297; la parrocchia molto probabilmente era povera, in quanto sino al Quattrocento le era concesso di non pagare le decime. 

L'attuale parrocchiale venne costruita in stile neoclassico nel 1772 e il campanile fu eretto tra il 1780 ed il 1860.

## Descrizione

### Esterno
La facciata della chiesa, in stile neoclassico, è tripartita da quattro lesene che, partendo dal livello del terreno, giungono sino al timpano, all'interno del quale c'è un piccolo rosone. Il portale è sormontato da una lunetta, sopra la quale è posizionata una lapide recante la scritta DOM In honorem S. Leonardi.

### Interno
Opere di pregio poste all'interno della chiesa sono l'affresco del soffitto raffigurante la Beate Vergine che sale in Cielo portata dagli angeli, opera del 1713 di Giovan Battista Canal e una pala ottocentesca di Sebastiano Santi con soggetto San Leonardo Abate.